# Jeffrey Epstein
Jeffrey Edward Epstein, född 20 januari 1953 i Brooklyn i New York, död 10 augusti 2019 i New York, var en
amerikansk finansman och dömd sexualförbrytare.
Epstein började sin karriär på affärsbanken Bear Stearns och grundade senare sin egen firma, J. Epstein & Co. 
Epstein dömdes 2008 för att ha köpt sexuella tjänster av en 14-årig flicka. Straffet var 13 månaders fängelse, men med frihet att gå till arbetet. Det hade förhandlats fram med federala myndigheter som hade identifierat 36 offer. Överenskommelsen gjordes med Alexander Acosta, som då var statsåklagare i Floridas södra distrikt. Överenskommelsen innehöll också immunitet mot alla federala åtal om kriminalitet mot Epstein.
Epstein anhölls igen den 6 juli 2019 efter federalt åtal om sexhandel med minderåriga i Florida och New York. Han hittades död i sin cell i det federala häktet Metropolitan Correctional Center i New York den 10 augusti 2019. Hans vän Ghislaine Maxwell greps i juli 2020 och dömdes till 20 års fängelse för brott relaterade till Epstein.